# Віктор Надь
Віктор Надь (угор. Viktor Nagy, 24 липня 1984) — угорський ватерполіст.
Призер Олімпійських Ігор 2020 року, учасник 2012, 2016 років.
Чемпіон світу з водних видів спорту 2013 року, призер 2007, 2017 років.